# Ditrichophora lambi
Ditrichophora lambi är en tvåvingeart som först beskrevs av Collin 1943.  Ditrichophora lambi ingår i släktet Ditrichophora och familjen vattenflugor.
Artens utbredningsområde är Storbritannien. Inga underarter finns listade i Catalogue of Life.